# Aeroportul Abu Musa
Aeroportul Abu Musa (IATA: AEU, ICAO: OIBA) este un aeroport din Abu Musa Island⁠(d), Abumusa County⁠(d), Hormozgan Province⁠(d), Iran. A fost numit după Abu Musa Island⁠(d).
Situat la o altitudine de 7 m, aeroportul dispune de o singură pistă. Este operat de Iranian Airports Holding Company⁠(d).